# Чернолапый тамарин
Чернолапый тамарин (лат. Saguinus niger) — вид игрунковых обезьян из рода тамаринов (Saguinus). Эндемик Бразилии.

## Классификация
Исходя из анализа митохондриальной ДНК, оказалось, что особи чернолапых тамаринов с каждого из берегов реки Токантинс генетически значительно ближе друг другу, чем к особям с другого берега, что доказывает эффективность реки в качестве барьера для потока генов. Как следствие генетического расхождения популяций, а также основываясь на некоторых морфологических различиях, в частности в окрасе шерсти, некоторые исследователи выделяют популяцию к востоку от Токантинс в отдельный вид Saguinus ursula, оставляя видовое название Saquinus niger только для представителей популяции к западу от реки. Ближайший родственник чернолапого тамарина — краснорукий тамарин (Saquinus midas).

## Описание
Чернолапые тамарины — мелкие приматы весом около 500 грамм. Задние лапы длиннее передних, большой палец не противопоставлен остальным. Лицо примата преимущественно безволосое, шерсть тёмно-коричневая со светлыми отметинами на спине, схожими с отметинами краснорукого тамарина, но без красно-оранжевого оттенка конечностей. Ранее считались подвидом краснорукого тамарина.

## Распространение
Эндемик Бразилии. Ареал ограничен Амазонкой на севере, рекой Токантинс на востоке, рекой Шингу на западе и, до недавних пор, рекой Градауш на юге. Зафиксированы также случаи появления чернолапых тамаринов в северо-восточной части штата Мату-Гросу, что свидетельствует о расширении ареала на юг.
Древесные животные, предпочитают листопадные леса, служащие им надёжной защитой от хищников. Из-за интенсивной вырубки леса в Бразилии, часто встречаются также и во вторичных лесах. Передвигаются по всем ярусам леса, наиболее активны на нижнем ярусе от 5 до 15 м над поверхностью.

## Образ жизни
В рационе преимущественно фрукты. Во время сухого сезона (с ноября по январь), когда фруктов недостаточно, значительную часть диеты составляют мелкие беспозвоночные и соки деревьев. Семена многих фруктов не перевариваются и выходят с фекалиями, что является важным механизмом их распространения.
Из-за небольшого размера, являются объектом охоты для многих хищников, включая человека, дневных хищных птиц, змей, представителей семейства кошачьих, таких, как длиннохвостая кошка и оцелот. В течение дня во время поиска пищи в группе всегда есть особи, следящие за опасностью.

## Размножение
Образуют семейные группы от 4 до 15 особей. Несмотря на то, что в группе обычно больше одной самки, потомство приносит только одна доминантная особь. После полового созревания у самок тамаринов есть выбор либо покинуть группу в поисках другой, либо остаться и подавить инстинкт размножения, при этом возможно бросить вызов доминантной самке. Все члены группы, включая самцов, принимают участие в воспитании и кормлении потомства. Если еды для группы в избытке или доминантная самка близка к концу репродуктивного периода, другие самки группы также начинают размножаться.
Полового созревания самки достигают в возрасте от 12 до 17 месяцев, самцы в возрасте от 13 до 18 месяцев. Потомство появляется на свет обычно в начале января и в середине июля. В помёте обычно два детеныша, реже три или четыре (тройни и четверни чаще встречаются в неволе). В возрасте пяти месяцев молодые тамарины отлучаются от матери. Через 2—4 недели после родов самка опять готова к размножению.

## Статус популяции
В 2008 году Международный союз охраны природы присвоил этому виду охранный статус «Уязвимый» (англ. Vulnerable). За предшествующие 18 лет численность популяции сократилась на 30 %. Основная угроза виду — разрушение среды обитания.